# دانشگاه نانت
دانشگاه نانت یکی از دانشگاه‌های فرانسه است که در شهر نانت قرار دارد. این دانشگاه هم‌اکنون ۳۴۰۰۰ دانشجو دارد که ده درصد آنها دانشجویان خارجی از ۱۱۰ کشور جهان هستند.